# Verteidigungspolitische Richtlinien
Die Verteidigungspolitischen Richtlinien (VPR) sind ein Grundsatzdokument, das der Bundesminister der Verteidigung als verbindliche konzeptionelle Grundlage für die deutsche Verteidigungspolitik und die Arbeiten in seinem Geschäftsbereich erlässt.
Die VPR legen Grundsätze für die Gestaltung der Verteidigungspolitik fest, bestimmen den Auftrag der Bundeswehr, gewichten deren Aufgaben und machen Vorgaben für die zukünftigen Fähigkeiten der Streitkräfte.
Die VPR wurden im Planungsstab des Bundesministers der Verteidigung bis 2011 erarbeitet und dienen als Rahmenvorgabe für weitere Planungsdokumente.
Die aktuellen VPR wurden im November 2023 veröffentlicht; davor wurde das Dokument fünf Mal 1972, 1979, 1992, 2003 und 2011 erstellt. Während die VPR ursprünglich für einen Zeitraum von 10 bis 15 Jahren erstellt wurden, wurde in den VPR 2003 und 2011 betont, dass die VPR angesichts der Dynamik der sicherheitspolitischen Entwicklungen regelmäßig überprüft und weiterentwickelt werden sollten.
Ein weiteres Dokument des Bundesministeriums der Verteidigung zum gleichen Thema ist das Weißbuch der Bundeswehr, das jedoch, im Unterschied zu den VPR, mit den anderen Ministerien abgestimmt ist und von der Bundesregierung verabschiedet wird.

## VPR 2023
Die Verteidigungspolitischen Richtlinien 2023 wurden am 9. November 2023 auf der Bundeswehrtagung vorgestellt. Das 35-seitige Dokument spiegelt die geänderte Bedrohungslage nach dem russischen Angriffskrieg auf die Ukraine 2022 wider und macht Vorgaben für die Bundeswehr in der „Zeitenwende“. Alle Strukturen und Prozesse müssten dem übergeordneten Ziel der „Kriegstüchtigkeit“ der Streitkräfte dienen. Die VPR 2023 sind eine deutliche Abkehr vom Vorgängerdokument aus dem Jahr 2011. Dort hieß es noch, eine unmittelbare territoriale Bedrohung Deutschlands mit konventionellen militärischen Mitteln sei unverändert unwahrscheinlich.
Die VPR 2023 knüpfen an die Nationale Sicherheitsstrategie vom Juni 2023 an. Die VPR 2023 ersetzen das Weißbuch 2016 sowie die Konzeption der Bundeswehr von 2018. Ihre Vorgaben fließen in das neu zu erstellende Fähigkeitsprofil der Bundeswehr und eine „Militärstrategie“, deren Formulierung erstmals geplant ist.
Gegliedert sind die VPR 2023 in fünf Abschnitte:

### Verteidigungspolitische Standortbestimmung
Kapitel I („Verteidigungspolitische Standortbestimmung“) knüpft an die nationale Sicherheitsstrategie an und entwickelt diese verteidigungspolitisch fort. Ein Leben in Frieden und Freiheit sei in der Mitte Europas keine Selbstverständlichkeit mehr. Zeitgemäße Landes- und Bündnisverteidigung sei für die Bundeswehr strukturbestimmend. Wehrhaftigkeit erfordere eine kriegstüchtige Bundeswehr. Nachdem Deutschland im Kalten Krieg als Frontstaat von der Präsenz der Verbündeten profitiert habe, stehe es heute in der Verantwortung, wesentliche Beiträge für den Schutz und die Sicherheit von Deutschlands Verbündeten zu leisten, was auch eine verstetigte Präsenz an der NATO-Außengrenze in neuer Qualität umfasse, darunter eine permanente Stationierung einer Kampfbrigade (Panzerbrigade 45) in Litauen. Zur Gestaltung der Zeitenwende bedürfe es dauerhaft mindestens zwei Prozent der nationalen Wirtschaftsleistung, die in die Verteidigung investiert werden. Russland bleibe ohne einen fundamentalen inneren Wandel dauerhaft die größte Bedrohung für Frieden und Sicherheit im euroatlantischen Raum. In Bezug auf China übernehmen die VPR 2023 Aussagen der China-Strategie der Bundesregierung. China sei gleichzeitig Partner, Wettbewerber und systemischer Rivale. Es beanspruche zunehmend offensiv eine regionale Vormachtstellung und handele immer wieder im Widerspruch zu den deutschen Werten und Interessen.

### Strategische Prioritäten der Verteidigungspolitik
Im Kapitel II werden als die drei „Strategische Prioritäten der Verteidigungspolitik“ die Stärkung der Verteidigungs- und Bündnisfähigkeit, die Förderung der Stabilität in der europäischen Nachbarschaft sowie die Leistung von Beiträge zum Erhalt der regelbasierten internationalen Ordnung genannt. Zur Stärkung der Verteidigungs- und Bündnisfähigkeit gehöre unter anderem, die Bundeswehr zu einem Grundpfeiler der konventionellen Verteidigung in Europa zu machen, die NATO-Fähigkeitsziele zügig zu erfüllen und die Stärkung der Bundeswehr als „militärischer Anlehnpartner“ in Europa konsequent voranzutreiben.

### Kernauftrag und Aufträge der Bundeswehr
Daraus abgeleitet werden in Kapitel III der Kernauftrag und die Aufträge der Bundeswehr formuliert. Kernauftrag der Bundeswehr sei die Landes- und Bündnisverteidigung, an der sich Personal und Struktur auszurichten habe. Alle weiteren Aufträge und Aufgaben seien dem nachgeordnet. Diese sind: Stabilität fördern und resiliente Partner aufbauen als Beitrag zum Internationalen Krisenmanagement; Verteidigungsdiplomatie, Internationale Kooperation und Partnerschaft; Nationale Krisen- und Risikovorsorge sowie Unterstützungsleistungen. Auftrag und Aufgaben der Bundeswehr waren bislang im Weißbuch niedergeschrieben.

### Vorgaben für die Gesamtkonzeption militärischer Verteidigung
Kapitel IV nennt „Vorgaben für die Gesamtkonzeption militärischer Verteidigung“, gegliedert in „Vorgaben für die militärstrategische Umsetzung“ und „Vorgaben für die strategisch-konzeptionelle Umsetzung“. Sämtliche Aufträge können nur mit dem einmal vorhandenen Kräftedispositiv („Single Set of Forces“) erfüllt werden. Man müsse in verschiedenen geostrategischen Räumen denken und handeln, die geostrategischen Räume und die Dimensionen Land, Luft, See, Cyber-, Informations- und Weltraum übergreifend miteinander verbinden und strategische Effekte generieren. Kapitel IV beinhaltet auch konkrete Vorgaben für das Fähigkeitsprofil der Bundeswehr und die geplante Militärstrategie. Personelle Aufwuchsfähigkeit sei durch die Reserve vorzusehen. Der Kernauftrag der Landes- und Bündnisverteidigung sei nur gesamtstaatlich und im Rahmen der Gesamtverteidigung zu erfüllen. Die Zusammenarbeit mit Akteuren der Zivilen Verteidigung gewinne daher weiter an Bedeutung.

### Grundlagen für eine leistungsfähige Bundeswehr der Zukunft
Im letzten Kapitel V („Grundlagen für eine leistungsfähige Bundeswehr der Zukunft“) werden als Elemente des „Gemeinsamen Selbstverständnisses von Wehrhaftigkeit“ die Kriegstüchtigkeit als Handlungsmaxime, Vertrauen als Grundlage und Führung als Gestaltungsmittel genannt. Weitere Unterkapitel beschäftigten sich mit Personal, Organisation, Infrastruktur, Haushalt und Finanzen, Nachhaltigkeit und Klimawandel sowie Rüstungspolitik und Beschaffung.
In Bezug auf Personal sei zunächst die konsequent fortzuführende Binnenoptimierung und Ausschöpfung des personellen Potenzials der Bundeswehr erforderlich. Das Erreichen der erforderlichen personellen Zielumfänge werde auf absehbare Zeit eine der zentralen Herausforderungen der Bundeswehr sein.
Die Organisation müsse kohärent sein, Initiative, Entscheidungs- und Verantwortungskompetenz auf jeder Ebene stärken und deutlich beweglicher werden. Die im Fall der Landesverteidigung erforderliche Aufwuchsfähigkeit sei durch bedarfsgerechten Aufbau- von Wehrersatzstrukturen unter Berücksichtigung nicht-aktiver personeller und materieller Ressourcen auszuplanen. Organisations- und Strukturentscheidungen seien unter dem Gesichtspunkt der Demografiefestigkeit zu prüfen.
Die Infrastruktur der Bundeswehr müsste beschleunigt modernisiert und ausgebaut werden. Die Bedarfe sollen nach Kernauftrag priorisiert werden. Neue Spielräume der neuen Richtlinien für die Durchführung von Bauaufgaben des Bundes müssten genutzt werden. bundeswehrinterne, untergesetzlichen Verfahrensvorschriften, die dem entgegenstehen, seien bis auf Weiteres nicht anzuwenden. Bei der Vergabe von Aufträgen seien bestehende Ausnahmeklauseln für die Bundeswehr konsequent anzuwenden und vergaberechtliche Möglichkeiten zur Beschleunigung des Verfahrens auszuschöpfen.
Bei Haushalt und Finanzen sei ein langfristig gesicherter und dadurch verlässlich planbarer Finanzierungsrahmen über das Sondervermögen Bundeswehr und die Jährlichkeit der
Haushaltsaufstellung hinaus Voraussetzung, um die Bundeswehr auftragsgerecht zu befähigen und weiterzuentwickeln. Zur Erfüllung der Deutschland zugewiesenen NATO-Fähigkeitsziele sowie zur langfristigen, nationalen Fähigkeitsentwicklung sei ein stetig steigender Plafond von mindestens zwei Prozent der nationalen Wirtschaftsleistung entsprechend erforderlich.
Die Auswirkungen des Klimawandels bei der Erfüllung des Kernauftrags und der Aufträge der Bundeswehr sollen umfassend berücksichtigt werden. Eine Ressortstrategie Verteidigung und Klimawandel soll erstellt werden.
Bei Rüstungspolitik und Beschaffung ist die Vollausstattung das vordringlichste Ziel. Der Faktor Zeit sei übergeordnet. Eine starke nationale und europäische Rüstungsindustrie sei für die zukunftsfähige Bundeswehr ein wesentlicher Faktor. Materialerhaltung sowie ausreichende Bevorratung seien für den Betrieb essenziell. Das nationale Beschaffungswesen, seine Verfahren und Regularien seien konsequent an der schnellen Ausstattung der Bundeswehr auszurichten. Verantwortung sollte dort übernommen werden, wo sie entsteht. Die umfassende Einsatzfähigkeit der Bundeswehr sei Richtschnur für sämtliches Handeln im Beschaffungswesen. Handlungsfreude, Übernahme von Verantwortung, Entschlusskraft, Lernkultur und Fehlertoleranz seien er Schlüssel zu einem modernen und leistungsfähigen Beschaffungswesen.

### Kritik
Die Berliner Zeitung warnt davor, dass mit der geforderten Gewöhnung an den Krieg, die Akzeptanz des Kriegs als Normalzustand verbunden ist. Krieg sei jedoch keine Fortsetzung der Politik mit anderen Mitteln, sondern im Gegenteil ein Versagen der Politik.
Franz Alt fordert Boris Pistorius dazu auf, sich zu korrigieren und fragt, ob hier ein Verstoß gegen das Grundgesetz vorliegt, angesichts der dort festgeschriebenen Verpflichtung auf Frieden als Basis aller Politik.
Auch Heribert Prantl von der Süddeutschen Zeitung erinnert an das Grundgesetz und sieht in der Kriegstüchtigkeitsdiskussion genau zum Beginn des 75. Grundgesetzjubiläums eine Beleidigung der Mütter und Väter des Grundgesetzes.

## VPR 2011
Die Verteidigungspolitischen Richtlinien, die am 27. Mai 2011 erlassen wurden (VPR 2011), tragen den Titel Nationale Interessen wahren - Internationale Verantwortung übernehmen - Sicherheit gemeinsam gestalten, umfassen 20 Seiten und gliedern sich in zehn Kapitel. Sie beschreiben den strategischen Rahmen für den Auftrag und die Aufgaben der Bundeswehr und gründen auf einer Beurteilung der gegenwärtigen Lage und sollen die Grundlage für die sogenannte Neuausrichtung der Bundeswehr sein, die nicht aus finanziellen Zwängen, sondern aus den sicherheitspolitischen Anforderungen hergeleitet werden soll. Die VPR gaben den Rahmen für die Konzeption der Bundeswehr (KdB) und den Bundeswehrplan des Generalinspekteurs.

### Das strategische Sicherheitsumfeld
Die unmittelbare territoriale Bedrohung Deutschlands durch konventionelle Streitkräfte wird als gering beurteilt. Risiken und Bedrohungen entstehen vielmehr aus zerfallenden und zerfallenen Staaten, aus dem Wirken des internationalen Terrorismus, terroristischen und diktatorischen Regimen, Umbrüchen bei deren Zerfall, kriminellen Netzwerken, aus Klima- und Umweltkatastrophen, Migrationsentwicklungen, aus der Verknappung oder den Engpässen bei der Versorgung mit natürlichen Ressourcen und Rohstoffen, durch Seuchen und Epidemien ebenso wie durch mögliche Gefährdungen kritischer Infrastrukturen wie der Informationstechnik. […] Deutsche Sicherheitsinteressen ergeben sich aus unserer Geschichte, der geographischen Lage in der Mitte Europas, den internationalen politischen und wirtschaftlichen Verflechtungen des Landes und der Ressourcenabhängigkeit als Hochtechnologiestandort und rohstoffarme Exportnation.

### Werte, Ziele und Interessen
Deutschland verfolgt eine werteorientierte Außen- und Sicherheitspolitik. Auf Basis eines Verantwortungsgefühls, das aus der Stellung als starke Nation in der Mitte Europas erwächst, will sich Deutschland für die Grundsätze der freiheitlich-demokratischen Grundordnung und die Grundsätze des Völkerrechts ebenso einsetzen wie für das abstraktere Ziel einer besseren und sichereren Welt.
Als Sicherheitspolitische Ziele Deutschlands werden die Sicherheit und Schutz der Bürgerinnen und Bürger Deutschlands; die territoriale Integrität und Souveränität Deutschlands und seiner Verbündeten sowie die Wahrnehmung internationaler Verantwortung genannt. Zu den deutschen Sicherheitsinteressen gehören laut den VPR Krisen und Konflikte zu verhindern, vorbeugend einzudämmen und zu bewältigen, die die Sicherheit Deutschlands und seiner Verbündeten beeinträchtigen; außen- und sicherheitspolitische Positionen nachhaltig und glaubwürdig zu vertreten und einzulösen; die transatlantische und europäische Sicherheit und Partnerschaft zu stärken; für die internationale Geltung der Menschenrechte und der demokratischen Grundsätze einzutreten, das weltweite Respektieren des Völkerrechts zu fördern und die Kluft zwischen armen und reichen Weltregionen zu reduzieren sowie einen freien und ungehinderten Welthandel sowie den freien Zugang zur Hohen See und zu natürlichen Ressourcen zu ermöglichen.

### Deutschlands Verantwortung in Europa und der Welt sowie der Auftrag und die Aufgaben der Bundeswehr
Die VPR geben ein Bekenntnis zum erweiterten Sicherheitsbegriff ab. Es heißt, dass der Umfang der Mittel zur Wahrung der Interessen politische, diplomatische, wirtschaftliche, entwicklungspolitische, polizeiliche, humanitäre, soziale und militärische Maßnahmen umfasst. Ebenso bekennen sich die Richtlinien zum Multilateralismus. Es wird explizit die Zusammenarbeit mit den Vereinten Nationen, der NATO und der EU erwähnt. Einsätze sollen grundsätzlich multilateral erfolgen. Eine Ausnahme bilden lediglich die Evakuierungs- und Rettungsoperationen von in Not geratenen deutschen Staatsbürgern im Ausland, die grundsätzlich in nationaler Verantwortung stattfinden. In Bezug auf die Aufgaben und Fähigkeiten der Bundeswehr, wird die Notwendigkeit der Existenz nationaler Streitkräfte als unentbehrliches Instrument der Außen- und Sicherheitspolitik, als Grundlage des Selbstbehauptungswillens und der Verteidigungsbereitschaft betont. Die Bundeswehr sei auf verschiedenartige Einsätze im gesamten Intensitätsspektrum auszurichten und soll es Deutschland ermöglichen, einen seiner Größe entsprechenden, politisch und militärisch angemessenen Beitrag zu leisten.
Als Auftrag der Bundeswehr werden der Schutz Deutschlands und seiner Bürger, die Sicherung der außenpolitischen Handlungsfähigkeit Deutschlands, der Beitrag zur Verteidigung der Verbündeten, die Leistung eines Beitrags zu Stabilität und Partnerschaft im internationalen Rahmen und die Förderung der multinationalen Zusammenarbeit und europäischen Integration aufgeführt.
Daraus abgeleitet, ergeben sich als Aufgaben der Bundeswehr die Landesverteidigung als Bündnisverteidigung im Rahmen der Nordatlantischen Allianz; die internationale Konfliktverhütung und Krisenbewältigung – einschließlich des Kampfs gegen den internationalen Terrorismus; die Beteiligung an militärischen Aufgaben im Rahmen der gemeinsamen Sicherheits- und Verteidigungspolitik der EU; die Beiträge zum Heimatschutz, d. h. Verteidigungsaufgaben auf deutschem Hoheitsgebiet, sowie Amtshilfe in Fällen von Naturkatastrophen und schweren Unglücksfällen, zum Schutz kritischer Infrastruktur und bei innerem Notstand; die Rettung und Evakuierung sowie Geiselbefreiung im Ausland; Partnerschaft und Kooperation als Teil einer multinationalen Integration und globalen Sicherheitszusammenarbeit im Verständnis moderner Verteidigungsdiplomatie, sowie die humanitäre Hilfe im Ausland.

### Fähigkeiten der Bundeswehr
Die Bundeswehr müsse zur Übernahme von Führungsverantwortung befähigt sein. Zudem wird die Befähigung zum Kampf als der Maßstab für die Einsatzbereitschaft herausgestellt. Statt bislang 7.000, sollen 10.000 Soldaten zeitgleich für internationale Einsätze zur Verfügung stehen. Es soll analysiert werden, welche Fähigkeiten national unverzichtbar sind, welche mit Partnern gebündelt werden können, und wo auf Teilfähigkeiten verzichtet werden kann (Stichwort: Rollen- und Aufgabenteilung mit europäischen Partnern). Grundsätzlich soll die Bundeswehr über ein breites und flexibles Fähigkeitsspektrum verfügen. Laufende Einsätze wie ISAF in Afghanistan können eine Orientierung geben, sollen aber nicht fähigkeitsbestimmend sein. Die Entwicklung eines priorisierten Fähigkeitsprofils Bundeswehr wurde in den VPR angekündet. Dieses soll sich danach richten, wie wahrscheinlich bestimmte Fähigkeiten benötigt werden, aber auch an der Finanzierbarkeit.

### Personal
In den VPR 2011 wird festgestellt, dass der Grundwehrdienst sicherheitspolitisch nicht mehr erforderlich ist. Dieses wegfallende Rekrutierungselement und der demografische Wandel erschwere die Personalgewinnung. Die Reservisten werden als unentbehrlicher und künftig noch wichtigerer Bestandteil der Bundeswehr beschrieben. Sie stellen eine Bindegliedfunktion zwischen Bundeswehr und Gesellschaft dar und können auch der Nachwuchsgewinnung zugutekommen.

### Material
Die Neuordnung des Beschaffungswesens wird angekündigt. Auf kurzfristigen Einsatzbedarf muss besser reagiert werden können. Schnelle, marktverfügbare Ausrüstungslösungen sind grundsätzlich teuren und langwierigen Goldrandlösungen vorzuziehen. Es soll beschafft werden, was erforderlich und finanzierbar ist, und nicht, was man gerne hätte oder was angeboten wird. Auch wenn die Bedeutung der nationalen wehrtechnischen Industrie betont wird, wird man zukünftig verstärkt Lösungen im europäischen Verbund suchen.

### Selbstverständnis der Bundeswehr
Im letzten Kapitel der VPR wird ein Bekenntnis zum Prinzip der Inneren Führung und dem Leitbild des Staatsbürgers in Uniform, zum Primat der Politik, aber auch zur Pflege erhaltenswerter Traditionen abgegeben. Der heutige Soldat müsse Kenntnisse in Ethik, Geschichte und Politik besitzen, sowie eine soziale und interkulturelle Kompetenz. Die Bundeswehr soll ein breites sicherheitspolitisches Verständnis in der Gesellschaft fördern.